# Sociedad de Beneficencia de Chiclayo
La Sociedad de Beneficencia Pública de Chiclayo es una institución benéfica que brinda servicio y atención a sectores de menores recursos económicos a través del apoyo a la salud, educación y alimentación, principalmente a niños y mujeres víctimas de la violencia familiar.

## Historia

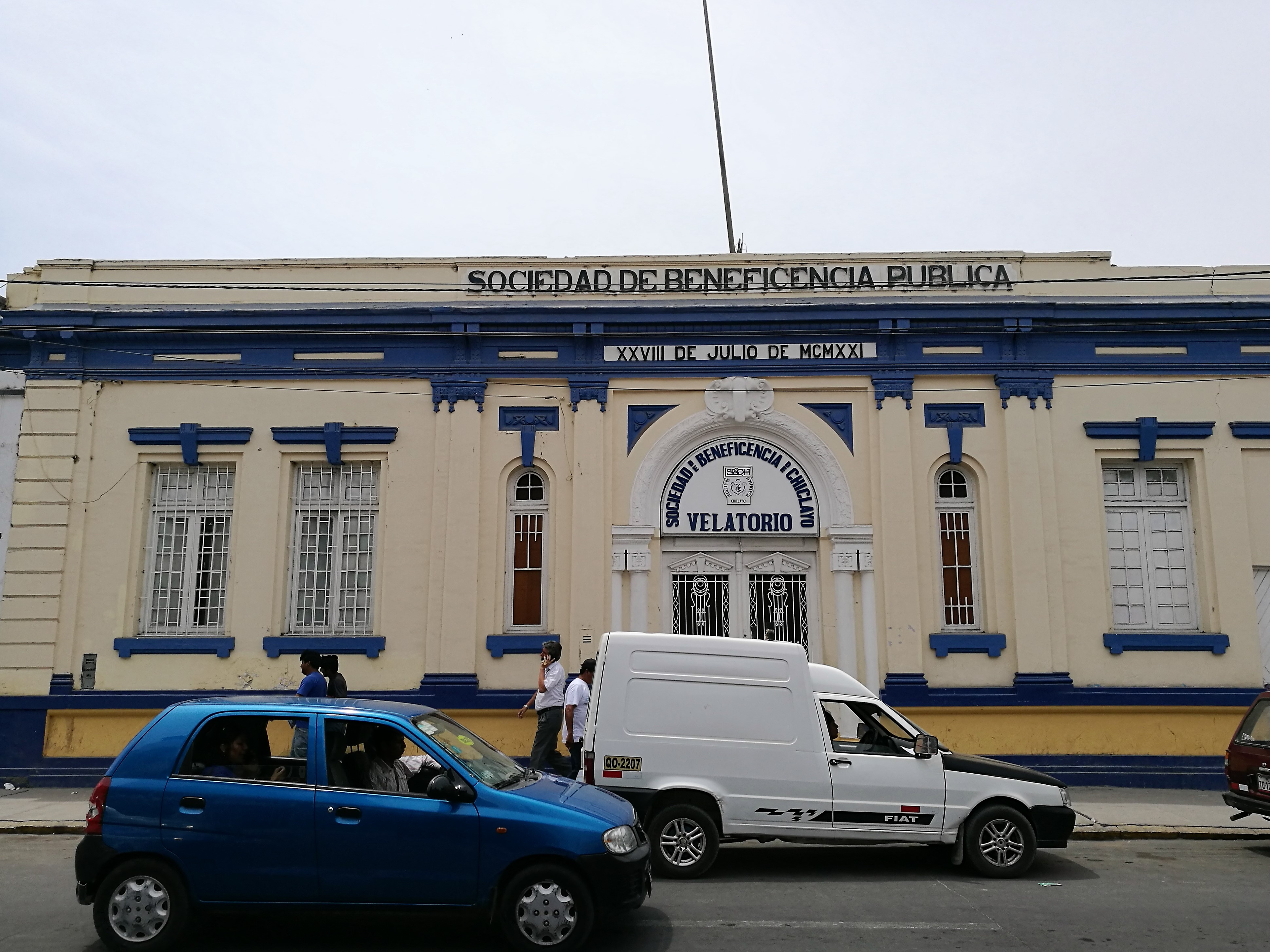
Velatorio de la Sociedad de Beneficencia Pública de Chiclayo

Los orígenes de creación de la Sociedad de Beneficencia de Chiclayo están relacionados con el Decreto Supremo del 25 de abril de 1837, el cual dispuso que se establezcan comisiones de Beneficencias en todas las poblaciones en donde existían colegios o escuelas y que se presume ya había en Chiclayo.
Durante el gobierno del Presidente Remigio Morales Bermúdez, el 2 de octubre de 1893 se dictó una ley que organizó definitivamente las instituciones de Beneficencias de la República; las que tienen por único objetivo el apoyo y protección de los desvalidos.
El lunes 28 de enero de 1957, quedó instalada la Sociedad de Beneficencia de Chiclayo, nombrada por Resolución Suprema del 22 del mismo mes.
Actualmente, la Sociedad de Beneficencia de Chiclayo, se encuentra organizada conforme al Decreto Supremo Nº 010-2010-MIMDES - Funciones y Competencias correspondientes a cada uno de los niveles de gobierno respecto a las sociedades de beneficencia públicas y juntas de participación social en el marco del proceso de descentralización.

## Actividades
- Promoción y Difusión del Centro de Programas Sociales.
- Evaluación Social, Nutricional, Académica y Psicológica de la Población Objetivo.
- Desarrollo de Actividades Específicas de cada Área.
- Seguimiento y egreso de la Población Objetivo.[2]

## Programas Sociales
- Institución Educativa Jesús de Nazareth[3]
- Consultorio Jurídico Gratuito[4]
- Hogar de Refugio Temporal[5]
- Cuna Más San Antonio de Padua[6]
- Comedor Institucional Divino Jesús[7]

## Titulares
- Ciro Chávez Martos
- Misael Delgado Mendoza
- Ranjiro Nakano Osores
- María Rosario Verástegui León[8][9]
- Miguel Salazar Calopiña

## Controversias
La Beneficencia de Chiclayo cuenta con una deuda acumulada en más de 10 años por incumplimiento de compromisos económicos por nichos, ataúdes y servicios funerarios de cerca de un millón de soles.
En 2013 el entonces presidente de la entidad y exgerente general de la Municipalidad Provincial de Chiclayo, Misael Delgado Mendoza, fue investigado por los delitos de colusión, negociaciones incompatibles o aprovechamiento indebido del cargo.
En 2014 la directora de la entidad, Mileydi Flores Fernández, denunció ante la Dirección de Beneficencias Públicas y Voluntariado presuntas irregularidades cometidas en la gestión de los expresidentes, Ciro Chávez Martos y Misael Delgado. Uno de los principales puntos fue el incumplimiento de la disposición del Ministerio de la Mujer y Poblaciones Vulnerables para subsanar la contratación irregular de 33 trabajadores a través del régimen privado 728.

### Presunto proselitismo
El regidor de la Municipalidad Provincial de Chiclayo, Guillermo Segura Díaz, solicitó destituir al Misael Delgado por presuntamente utilizar bienes del Estado en actos de proselitismo que realizaría el entonces alcalde Roberto Torres, el congresista Javier Velásquez Quesquén pidió la intervención de los jueces y fiscales ante este hecho. “Este cuestionado funcionario no solo usa las camionetas de la entidad sino también entrega los alimentos en las campañas de Torres en pueblos jóvenes y asentamientos humanos, mecanismos que solo buscan la re-reelección del alcalde, por lo tanto los órganos de control deben intervenir de inmediato y no omitir este caso”, expresó; asimismo que Delgado aprobó el remate de bienes, como el local de la ex Mutual. Aunque no es lo único de lo que acusó a dicha autoridad, pues el concejal indicó que ejercía cierta presión contra algunos miembros de la Beneficencia que estaban de acuerdo en transferir inmuebles al Gobierno Regional de Lambayeque para destinarlos al sector Salud.
Los munícipes Edwin Vásquez Sánchez y Guillermo Segura argumentaron que las actividades organizadas por el funcionario estaban lideradas por personas que se voceaban como futuros candidatos para la comuna chiclayana. “En estas campañas podíamos notar la presencia del alcalde Roberto Torres y en ocasiones de su pareja sentimental”, dijo Segura.

### Direccionamiento en contrataciones
Según informe especial de la Contraloría General de la República del año 2015, se realizaron adquisiciones de manera directa y recurrente sin proceso de selección por más de cien mil soles, en su mayoría a la empresa Inversiones Aymar.